# كارلو كاليندا
كارلو كاليندا (مواليد 9 أبريل 1973) هو سياسي ورجل أعمال إيطالي، شغل منصب وزير التنمية الإقتصادية في عهد حكومة ماتيو رينزي.